# Torneo di Wimbledon 1888
Il Torneo di Wimbledon 1888 è stata la 12ª edizione del Torneo di Wimbledon e prima prova stagionale dello Slam per il 1888.
Si è giocato sui campi in erba dell'All England Lawn Tennis and Croquet Club di Wimbledon a Londra in Gran Bretagna. 
Il torneo ha visto vincitore nel singolare maschile il britannico Ernest Renshaw
che ha sconfitto in finale in 3 set il connazionale Herbert Lawford con il punteggio di 6–3 7–5 6–0.
Nel singolare femminile si è imposta la britannica Lottie Dod
che ha battuto in finale in 2 set la connazionale Blanche Bingley Hillyard.
Nel doppio maschile hanno trionfato William Renshaw e William Renshaw.

## Risultati

### Singolare maschile
Ernest Renshaw ha battuto in finale  Herbert Lawford con il punteggio di 6–3 7–5 6–0

### Singolare femminile
Lottie Dod ha battuto in finale  Blanche Bingley Hillyard con il punteggio di 6–3, 6–3

### Doppio maschile
William Renshaw /  Ernest Renshaw hanno battuto in finale  Herbert Wilberforce /  Patrick Bowes-Lyon con il punteggio di 2–6, 1–6, 6–3, 6–4, 6–3